# Texline
Texline é uma cidade  localizada no estado norte-americano de Texas, no Condado de Dallam. Texline, na U.S. Highway 87, fica a 18 quilómetros a sudeste de Clayton, no Novo México, no oeste do condado de Dallam. O seu nome deve-se à sua localização na fronteira entre o Texas e o Novo México.

## Demografia
Segundo o censo norte-americano de 2000, a sua população era de 511 habitantes.
Em 2006, foi estimada uma população de 513, um aumento de 2 (0.4%).

## Geografia
De acordo com o United States Census Bureau tem uma área de
2,6 km², dos quais 2,6 km² cobertos por terra e 0,0 km² cobertos por água.

## Localidades na vizinhança
O diagrama seguinte representa as localidades num raio de 60 km ao redor de Texline.